# Fresh Out the Oven
Fresh Out the Oven è un brano registrato dalla cantante e attrice Jennifer Lopez in collaborazione con il rapper Pitbull, pubblicato come singolo promozionale nel mese di ottobre 2009 dalla Epic Records. La canzone è riuscita a raggiungere il numero uno della Hot Dance Club Songs.

## Il brano
Il 13 settembre 2009, sul tappeto rosso per il MTV Video Music Awards, Pitbull ha rivelato che ha registrato un brano con Lopez e che sarebbe stato pubblicato come primo singolo estratto dal suo prossimo album. Egli ha anche detto che un video musicale del brano era già stato girato e lo descrisse come portatori di un sexy messaggio. La canzone, inizialmente confermata come Lola, è stato prodotta dai The Neptunes. È stato in seguito rivelato che la canzone si chiamava in realtà Fresh Out the Oven. La rivista People ha riferito che Fresh Out the Oven è stato solo un singolo promozionale, non il primo singolo dal nuovo album.
Amanda Ghost, presidente della Epic Records Ha detto: "Questo pezzo è qualcosa di divertente. Non sarà presente nel settimo album di Jennifer. Questa canzone è fatta per i club. La mia etichetta e Jennifer amiamo questo pezzo e pensavamo che fosse divertente rendere pubblica questa canzone. Lola è un personaggio divertente solo per questa canzone". Il 5 novembre 2009, MTV ha cominciato a trasmettere il video musicale e ha riferito che, contrariamente alle precedenti relazioni, la canzone sarà inclusa nell'album.
Il brano non è mai stato ufficialmente messo in commercio, anche se un video è stato registrato da Jonas Åkerlund e pubblicato per promuovere la canzone nei principali siti web: Facebook, Myspace, Twitter e YouTube tutti dal titolo "Who is Lola?".
In un'intervista concessa nel marzo 2010, la Lopez ha detto a proposito della canzone: "Il capo della mia casa discografica, Amanda, ha davvero amato questo pezzo ma alla fine abbiamo deciso di non inserirlo nell'album perché non c'entrava niente".

## Il video
Il video è stato postato in anteprima sul sito ufficiale di Jennifer il 20 novembre 2009. Il clip è stato diretto da Jonas Åkerlund e secondo il sito ufficiale della Lopez il suo titolo ufficiale è Fresh Out the Oven fissando Jennifer Lopez nel ruolo di Lola. Nel video è presente anche Pitbull. Il video fa uso di immagini ripetitive per un effetto ipnotico. Focus on Style ha commentato i vestiti che Jennifer ha usato durante il video. Secondo il magazine online la Lopez ha usato uno stile giovanile simile alle altre cantanti contemporanee come Katy Perry, Christina Aguilera, Daisy Lowe, Lily Allen, Scarlett Johansson

## Tracce
- Singolo promozionale (solo per i club e per i DJ)[10]

1. "Fresh Out the Oven" (Karmatronic Remix Radio) - 3:54
2. "Fresh Out the Oven" (Space Cowboy Remix Radio) - 2:17
3. "Fresh Out the Oven" (HQ2 Club Mix) - 6:59
4. "Fresh Out the Oven" (Karmatronic Remix) - 6:53
5. "Fresh Out the Oven" (Space Cowboy Remix) - 4:51
6. "Fresh Out the Oven" (Space Cowboy Remix Dub) - 4:50
7. "Fresh Out the Oven" (Album Version) - 3:35

## Classifiche
Il singolo tracciato a metà novembre 2009, ma è andato inosservato fino al 12 dicembre 2009, quando la canzone quando la canzone è entrata nella Hot Dance Club Songs al quattordicesimo posto. Dopo nove settimane, ha raggiunto un nuovo picco alla seconda posizione due. Nella sua decima settimana della classifica, ha raggiunto la numero uno che rende alla Lopez la terza numero uno consecutiva, settima totalmente, dopo di Do It Well e Hold It, Don't Drop It. Nel sua undicesima settimana, la canzone è scesa di alla posizione numero dieci. Nel suo dodicesima settimana la canzone scesa di due posti arrivando alla numero 12, mentre nella sua tredicesima settimana è scesa di altri tre posti posizionandosi alla posizione numero 15. Con le settimane successive il singolo ha subito ulteriori discese. Secondo Billboard il brano non è riuscito ad entrare su nessun'altra classifica.
| Classifica (2010)       | Posizione massima |
| ----------------------- | ----------------- |
| US.Hot Dance Club Songs | 1                 |

| Classifica di fine anno (2010) | Massima posizione |
| ------------------------------ | ----------------- |
| US.Hot Dance Club Songs        | 10                |